# サム・バス

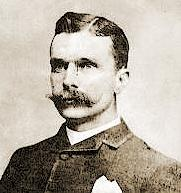
サム・バス

サム・バス（英語: Sam Bass,1851年7月21日 - 1878年7月21日）は、アメリカ合衆国インディアナ州出身の西部開拓時代の列車強盗で名高い強盗団首領である。
インディアナ州ミッチェルの農家に生まれ13歳で孤児になったバスは、兄弟とともに暴力的なおじのもとで5年間を過ごした。1870年一人で家を出たバスは、ミシシッピ州を経て1871年テキサス州デントンに落ち着く。1876年、テキサス州からネブラスカ州までキャトルドライブ（牛追い）に参加したが満足のいく報酬を手にすることもなかった。
1877年友人のジョエル・コリンズと立ち上げた輸送業が失敗したことから、バスは仲間と駅馬車強盗に手を出すようになる。1877年9月18日ユニオンパシフィック鉄道の列車から6万ドル強奪に成功すると、バスとその仲間は次々と列車や駅馬車を襲い人々から恐れられる存在になった。
収監された仲間の一人が警察への情報提供者になったことで、バスとその仲間は1878年7月19日ラウンドロックでジョン・ジョーンズ少佐率いるテキサスレンジャーの待ち伏せを受けた。激しい銃撃戦の中で負傷したバスは町外れの牧草地で瀕死の状態になって倒れているのを発見され、1878年7月21日に死去した。その日は偶然にもバスの27回目の誕生日でもあった。